# Hans-Rosbaud-Studio

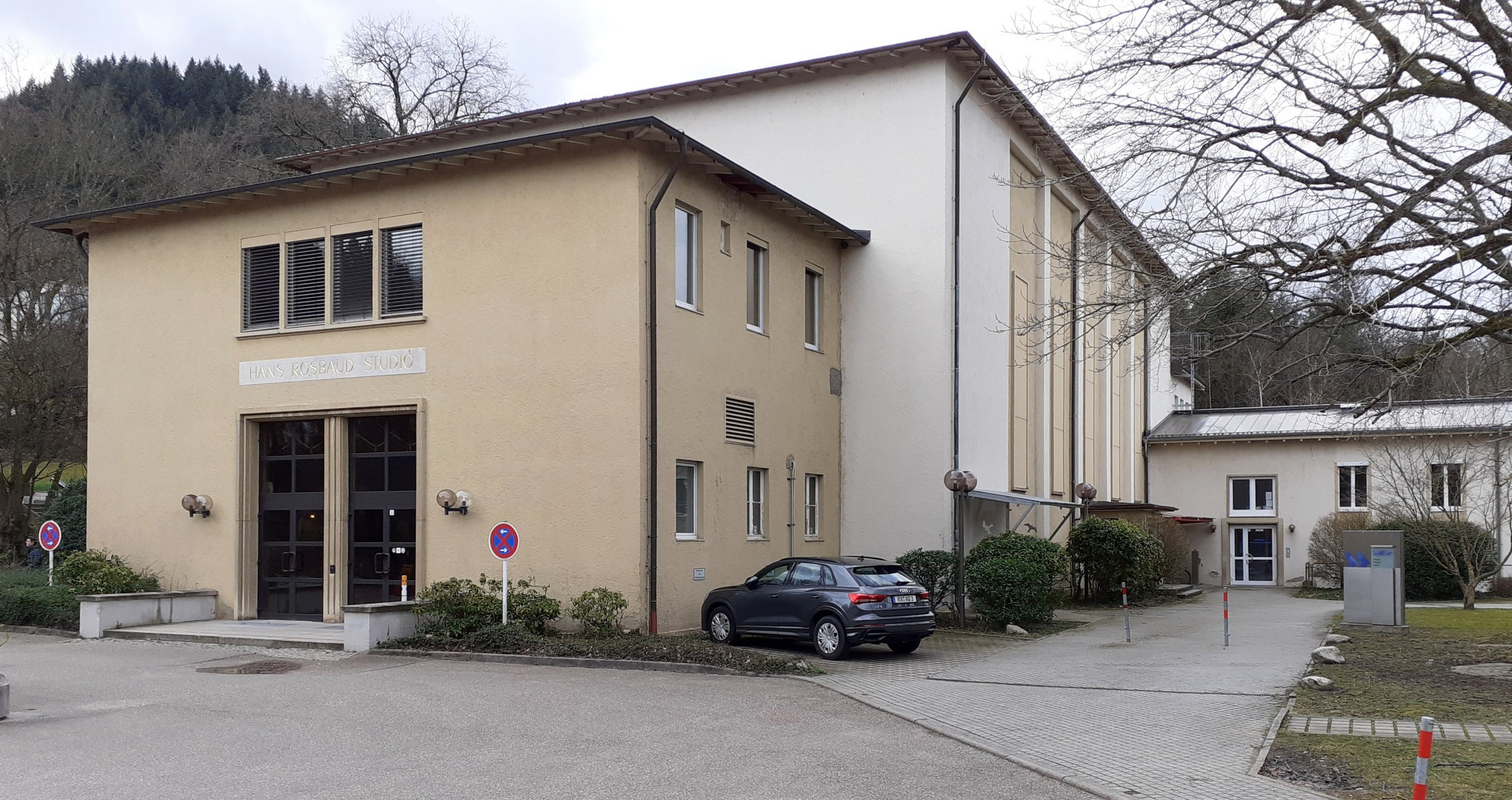
Das Hans-Rosbaud-Studio (2022)

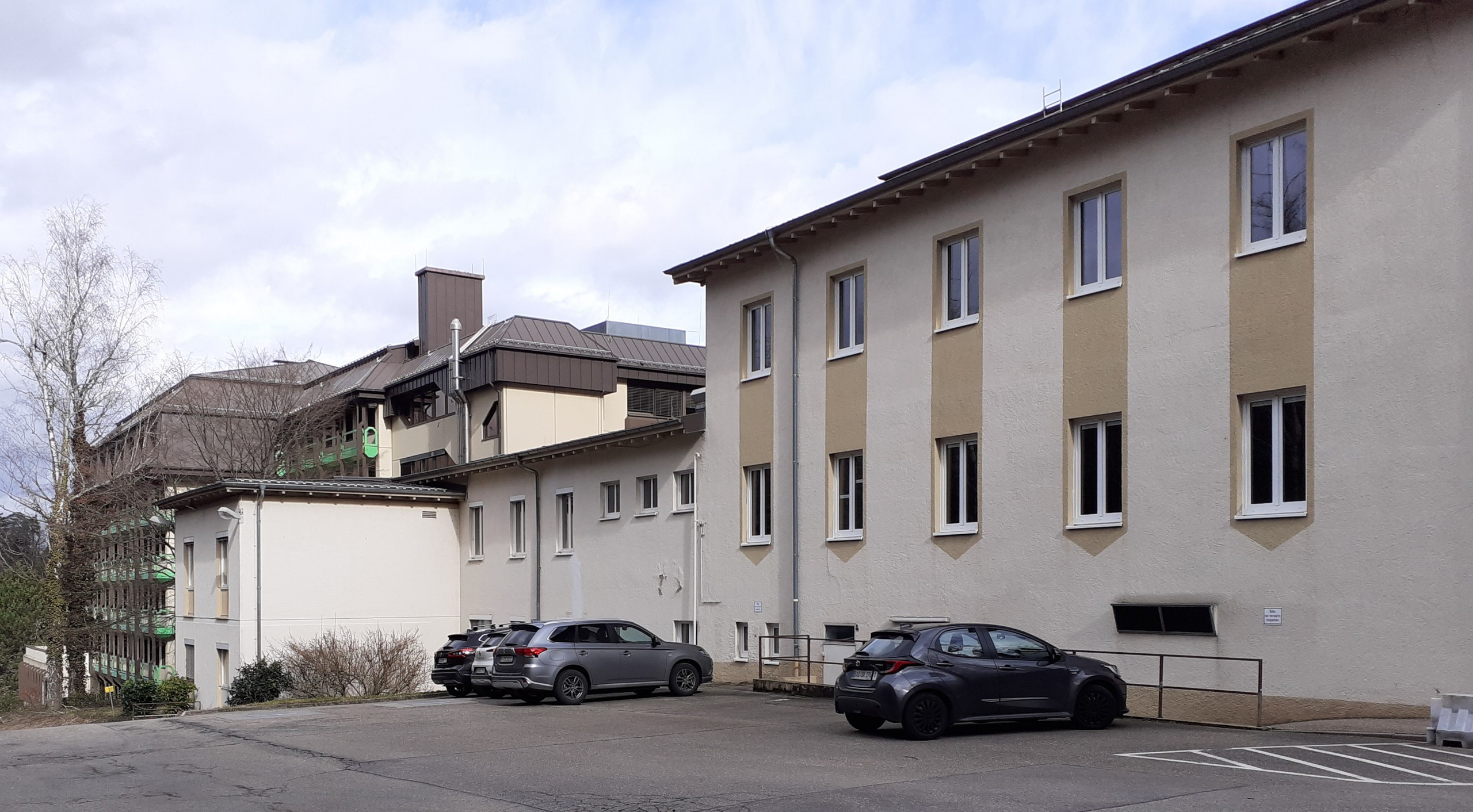
Rückseite, links das Kammermusikstudio

Das Hans-Rosbaud-Studio ist ein nach dem Dirigenten Hans Rosbaud benanntes Gebäude auf dem Gelände des ehemaligen Südwestfunks (heute Südwestrundfunk) in Baden-Baden, das für Musikproduktionen im Hörfunkkontext sowie für öffentliche Konzerte ausgelegt war. Es war von 1950 bis 1996 die Heimstätte des SWF-Sinfonieorchesters.

## Geschichte
Das Sinfonieorchester des 1946 durch die französische Besatzungsmacht gegründeten Südwestfunks in Baden-Baden hatte bis 1950 seine Heimat im Baden-Badener Kurhaus, wo es hauptsächlich im großen Bühnensaal spielte, gelegentlich auch im Roten Saal – oder in Hotelsälen. Anfang der 1950er Jahre erhielt der Südwestfunk auf der „Funkhöhe“ am Fremersberg in Baden-Baden einen Standort für ein neues Produktions- und Sendezentrum.
Das nach nur sechs Monaten Bauzeit bei Baukosten von 500.000 Deutsche Mark in Betrieb genommene, am 26. November 1950 offiziell eingeweihte „Studio 5“ war das erste fertiggestellte Bauwerk auf der „Funkhöhe“; dort war die Produktion und Sendung von Aufnahmen unter besten Bedingungen möglich: im Studio 5 für Orchestermusik und im Studio 6 für Kammermusik. Studio 5 konnte auch für öffentliche Konzerte genutzt werden und bot Platz für 360 Personen.
Unter seinen Chefdirigenten Hans Rosbaud, Ernest Bour und Kazimierz Kord produzierte das Sinfonieorchester des Südwestfunks im Studio 5 zahlreiche Aufnahmen und gab auch regelmäßig öffentliche Konzerte; führende Vertreter der Neuen Musik wie Benjamin Britten, Pierre Boulez, Paul Hindemith, Luigi Nono, Karlheinz Stockhausen und Igor Strawinsky präsentierten dort eigene Werke; international renommierte Dirigenten wie Leopold Stokowski oder John Barbirolli waren häufig zu Gast. Neben klassischer Musik wurde auch Unterhaltungsmusik aufgenommen – der Jazzredakteur Joachim-Ernst Berendt nutzte das Studio seit den 1950er Jahren für seine Sendereihe „Jazztime Baden-Baden“.
Nach Hans Rosbauds Tod im Jahr 1962 wurde das „Musikstudio“ in „Hans-Rosbaud-Studio“ umbenannt. Mit zahlreichen Einbauten, die meist der Verbesserung der Akustik dienten, versuchte der Südwestfunk, das Studio an die sich verändernden Anforderungen großer Sinfonieorchester anzupassen.
1996 zog das Orchester unter seinem Chefdirigenten Michael Gielen ins Konzerthaus Freiburg um. Die Räume in Baden-Baden mit der guten Akustik wurden weiterhin für Aufnahmen mit Kammermusikformationen und kleineren Ensembles genutzt.
Aufgrund der leichten Holzkonstruktion des Daches war der Sendesaal nur unzureichend vor Außengeräuschen etwa durch Unwetter und Flugzeuge geschützt. In seinen letzten Jahren konnte das Hans-Rosbaud-Studio aus brandschutztechnischen Gründen nicht mehr als Versammlungsstätte genutzt werden. Wegen der verschiedenen Um- und Einbauten lehnte die Denkmalbehörde trotz seiner musikgeschichtlichen Bedeutung die Einstufung des Studios als Kulturdenkmal ab.
Da der Südwestrundfunk auf der „Funkhöhe“ ein neues Medienzentrum erhält, werden die in den 1950er Jahren in Pavillon-Struktur erbauten alten Gebäude nach und nach abgerissen. Bis zum Umzug der Tonstudios ins neue Medienzentrum im Herbst 2023 wurde das Hans-Rosbaud-Studio für Musikproduktionen genutzt; sein Abriss ist für das Jahr 2024 vorgesehen. Anfang November 2023 gab es eine Abschieds-Matinee („Trauertreff“) im „Studio 5“.

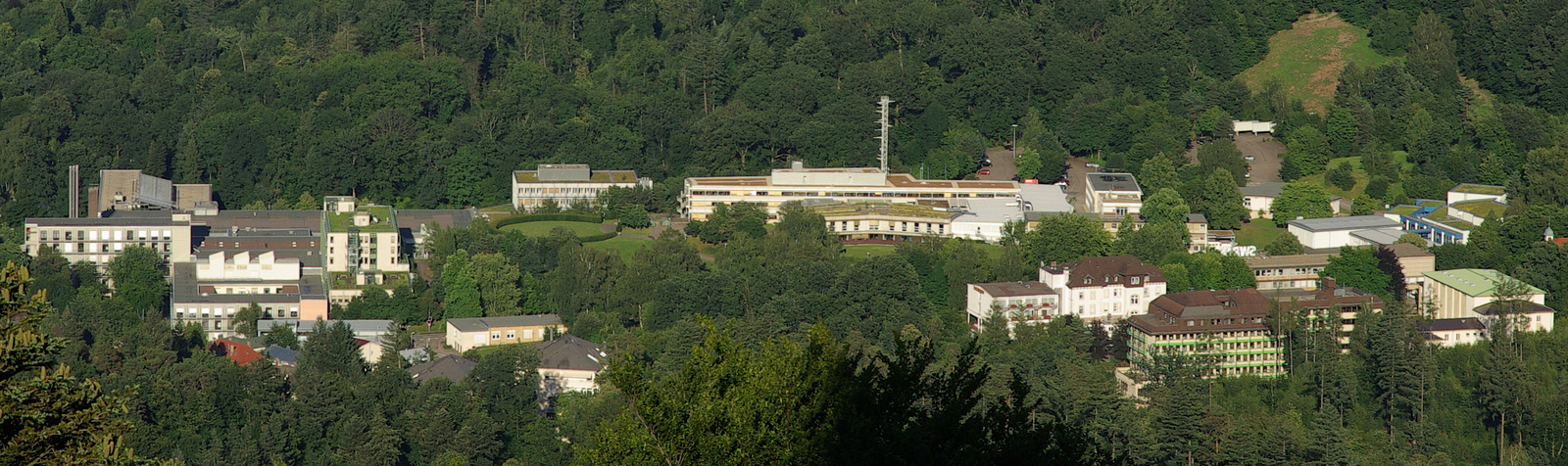
Die SWR-„Funkhöhe“ in Baden-Baden mit dem Hans-Rosbaud-Studio rechts unten (2008)

## Orgel
Die 1969 im Studio 5 eingebaute Orgel der Speyerer Orgelbauwerkstätte Wolfgang Scherpf wurde für zahlreiche Studioproduktionen genutzt, unter anderem mit Theo Brandmüller, Ludwig Doerr, Heidi Emmert, Hans-Ola Ericsson, Edgar Krapp, Odile Pierre, Helmuth Rilling, Almut Rößler, Gisbert Schneider, Franz Lehrndorfer und Gerhard Weinberger. Im Herbst 2020 wurde das Instrument abgebaut und nach Schüttdorf im österreichischen Pinzgau verbracht, wo es in der Pfarrkirche St. Pius wieder aufgebaut wurde, um 500 der einst 1700 Pfeifen reduziert.
Die Disposition lautete wie folgt:
| I Hauptwerk  |    |
| Principal    | 8′ |
| Rohrflöte    | 8′ |
| Oktave       | 4′ |
| Waldflöte    | 2′ |
| Oktave       | 1′ |
| Mixtur 5fach | 2′ |
| Trompete     | 8′ |

| II Schwellwerk     |        |
| Gedackt            | 8′     |
| Quintade           | 8′     |
| Quintade           | 4′     |
| Quintade           | 2′     |
| Prinzipal          | 2′     |
| Sesquialtera 2fach | 2 ⁄3′  |
| Quinte             | 2 ⁄3′  |
| Terz               | 1 3⁄5′ |
| Sifflöte           | 1′     |
| Zimbel 2fach       | 1′     |
| Krummhorn          | 16’    |
| Krummhorn          | 8′     |
| Krummhorn          | 4′     |
| Tremulant          |        |

| III Positivwerk         |       |
| Metallgedackt           | 8′    |
| Italienisches Prinzipal | 4′    |
| Holzflöte               | 4′    |
| Blockflöte              | 2′    |
| Kleinquinte             | 1 ⁄3′ |
| Tremulant               |       |

| Pedal     |     |
| Subbass   | 16′ |
| Oktavbass | 8′  |
| Gedackt   | 8′  |
| Nachthorn | 4′  |
| Fagott    | 16′ |